# مدرسة طب شيكاغو - جامعة روزالند فرانكلن
مدرسة طب شيكاغو - جامعة روزالند فرانكلن (بالإنجليزية: Rosalind Franklin University - Chicago Medical School)‏ هي إحدى الكليات لتدريس الطب في الولايات المتحدة الأمريكية. تقع في مدينة شمال شيكاغو في ولاية إلينوي الأمريكية. نوع الشهادة الطبية التي يتم تحصيلها هناك هي دكتور في الطب.